# Grube Franconia
Die Grube Franconia ist eine ehemalige Eisen-Grube des Bensberger Erzreviers in Köln-Dellbrück.

## Geschichte
Unter dem Namen Mein Alles stellte Friedrich Hermanni am 10. Dezember 1853 ein Mutungsgesuch auf Raseneisenstein. Ein weiteres Mutungsgesuch stammt vom 26. November 1855. Die Verleihung erfolgte am 5. Oktober 1856 unter dem neuen Namen Franconia auf alle vorkommenden Eisenerze. Das Grubenfeld lag auf Kölner Stadtgebiet im Thielenbruch zwischen der Gladbacher Straße, der Strunder Mühle, der Gemarkenstraße und der Otto-Kayser-Straße. Über die Arbeiten ist nichts bekannt. Der Fundpunkt lag im so genannten „Gänsebruch“ an der Ecke Thielenbrucher Allee/Bergisch Gladbacher Straße. Dort findet man mehrere zum Teil größere Pingen von Tagebau.